# Luis Gestoso y Acosta
Luis Gestoso y Acosta (Sevilla, 1855-Valencia, 1931) fue un jurista y profesor español.

## Biografía
Nacido en Sevilla en 1855, el día 29 de agosto, obtuvo una cátedra en la facultad de Derecho de la Universidad de Valencia. Fue autor de obras como Validez de las presas marítimas (1887), Apuntes de Derecho civil internacional (1893), Apuntes de Derecho mercantil internacional (1896), Apuntes de derecho procesal internacional (1899), Curso de derecho internacional privado (1900) y Curso de derecho internacional público (1902). Fallecido el 10 de febrero de 1931 en Valencia, fue padre de Luis Gestoso Tudela.